# Brian Trenchard-Smith

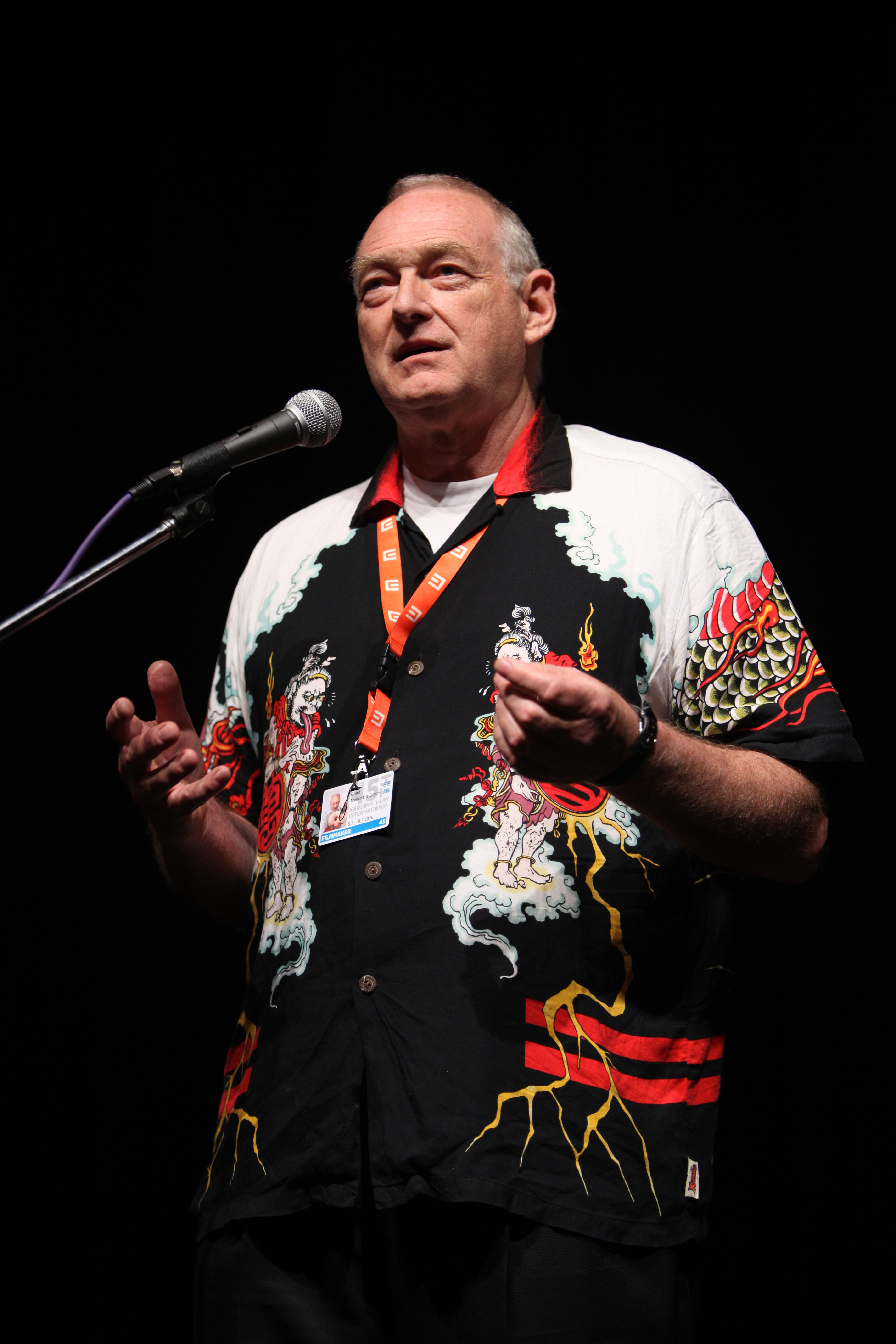
Brian Trenchard-Smith (2010)

Brian Trenchard-Smith (* 1946 in England) ist ein britischer Regisseur, Drehbuchautor und Filmproduzent.

## Leben
Geboren und aufgewachsen in England, ging Trenchard-Smith im Alter von 20 Jahren nach Australien. Zuvor nahm er ein Studium am Wellington College auf, brach dieses jedoch ab, um sich dem Film zu widmen. 
In Australien begann er für das Fernsehen zu arbeiten, wo er in den ersten Jahren vor allem als Editor bei der Nachrichten-Abteilung tätig war. In den 1970er Jahren inszenierte er Fernsehdokumentationen. Mit Der Mann von Hongkong (The Man from Hong Kong) drehte er 1975 seinen ersten Kinofilm, in dem ursprünglich Bruce Lee die Hauptrolle übernehmen sollte. Dieser verstarb jedoch, bevor der komplette Film fertiggestellt werden konnte. 
Trenchard-Smith ist auch als Produzent und Drehbuchautor tätig. Er ist vor allem für die Inszenierung von TV-Produktionen bekannt und verfasst viele Drehbücher zu seinen Filmen selbst. Als Regisseur inszenierte er Action- und Horrorfilme, ebenso wie Komödien. Überwiegend handelt es sich um B-Filme.

## Filmografie (Auswahl)
Regie
- 1975: Der Mann von Hongkong (The Man from Hong Kong)
- 1977: Krankenhäuser brennen nicht (Hospitals don't burn down)
- 1978: Stuntman (Stunt Rock)
- 1979: Der Tag der Mörder (Day of the Assassin)
- 1981: Insel der Verdammten (Turkey Shoot)
- 1983: BMX-Bandits (BMX Bandits)
- 1986: Der Geisterjäger (Frog Dreaming)
- 1985: Crabs… die Zukunft sind wir (Dead-End Drive-in)
- 1989: Dream Scream (Out of the Body)
- 1995: Leprechaun 3 – Tödliches Spiel in Las Vegas (Leprechaun 3)
- 1996: Escape Clause – Tödliche Rache (Escape Clause)
- 1996: Space Platoon (Leprechaun 4 – In Space)
- 1997: Asteroidenfeuer – Die Erde explodiert (Doomsday Rock)
- 1998: Die Schreckensfahrt der Orion Star (Voyage of Terror)
- 1999: Kill And Smile (Happy Face Murders)
- 2000: Britannic
- 2001: Megiddo – Das Ende der Welt (Megiddo: Omega Code 2)
- 2003: DC 9/11: Time of Crisis
- 2005: Phantom Below
- 2006: Air Force 2 (In Her Line of Fire, auch Produzent)
- 2007: Aztec Rex – Bestie aus der Urzeit (Tyrannosaurus Azteca)
- 2010: Ice Twister 2 – Arctic Blast (Arctic Blast)
- 2013: Absolute Deception
- 2014: Drive Hard